# Груец (гмина)
Груец (пол. Grójec) — гмина (волость) в Польше, входит как административная единица в Груецкий повет, Мазовецкое воеводство. Население — 22 979 человек (на 2004 год).

## Демография
| Перепись                       | Всего   | Всего | Женщины | Женщины | Мужчины | Мужчины |
| ------------------------------ | ------- | ----- | ------- | ------- | ------- | ------- |
| Единицы                        | человек | %     | человек | %       | человек | %       |
| Население                      | 22 979  | 100   | 11 861  | 51,6    | 11 118  | 48,4    |
| Плотность населения (чел./км²) | 190,5   | 190,5 | 98,3    | 98,3    | 92,2    | 92,2    |

## Сельские округа
1. Бикувек
2. Ченстонев
3. Дембе
4. Дужы-Дул
5. Фаленцин
6. Глухув
7. Грудзковоля
8. Госценьчице
9. Янувек
10. Кемпина
11. Кобылин
12. Коцишев
13. Космин
14. Кробув
15. Ляс-Лешновольски
16. Лешноволя
17. Лисувек
18. Мацеёвице
19. Марянув
20. Мечиславувка
21. Менсы
22. Мировице
23. Паберовице
24. Пекелко
25. Подоле
26. Скурув
27. Сломчин
28. Щенсна
29. Уленец
30. Воля-Кробовска
31. Воля-Воровска
32. Ворув
33. Вулька-Туровска
34. Закшевска-Воля
35. Залесе
36. Залонче
37. Жырувек

## Соседние гмины
1. Гмина Бельск-Дужы
2. Гмина Хынув
3. Гмина Ясенец
4. Гмина Пневы
5. Гмина Пражмув
6. Гмина Тарчин